# Werner Jernström
Karl Werner Jernström (* 5. Januar 1883 in Stockholm; † 29. April 1930 ebenda) war ein schwedischer Sportschütze.

## Erfolge
Werner Jernström nahm an den Olympischen Spielen 1912 in Stockholm und 1920 in Antwerpen teil. 1912 beendete er die Einzelkonkurrenzen mit dem Freien Gewehr im Dreistellungskampf auf dem 20. Platz sowie mit dem Armeegewehr im Dreistellungskampf auf dem 53. Platz und in beliebiger Position auf dem sechsten Platz. Die Mannschaftskonkurrenz mit dem Armeegewehr schloss er hinter der US-amerikanischen und der britischen Mannschaft auf dem dritten Rang ab und sicherte sich so die Bronzemedaille. Jernström war mit 262 Punkten der zweitbeste Schütze der Mannschaft, zu der neben ihm noch Mauritz Eriksson, Tönnes Björkman, Bernhard Larsson, Hugo Johansson und Carl Björkman gehörten. Acht Jahre darauf verpasste er im liegenden Anschlag mit dem Armeegewehr in der Einzelkonkurrenz eine vordere Platzierung, während er mit der Mannschaft den fünften Rang belegte.